# IAAF Diamond League 2010 - Lancio del disco femminile
La prova del lancio del disco femminile è stata disputata per 7 volte durante la Diamond League 2010 ed i meeting elencati sotto sono quelli durante i quali la competizione si è svolta.
La classifica generale con successiva vincita di 80.000$ (valore del diamante) ha visto al primo posto la lanciatrice cubana Yarelys Barrios che ha vinto ben quattro delle sette prove. La lanciatrice croata Sandra Perković nonostante una buona costanza di risultati e la degnissima misura, che le ha valso il nuovo primato nazionale di 66,93 m a Bruxelles, non è stata brillante in particolare durante due prove, i Bislett Games e l'Athletissima e questo ha comportato un ritardo di soli 4 punti dalla vincitrice della classifica generale.
Solo il record del Meeting Areva è stato migliorato con la misura di 65,53 m e, ad eccezione del record nazionale sopra citato, nessuna atleta in nessun meeting ha fatto segnare il proprio primato personale.

## Qatar Athletic Super Grand Prix 2010

### Risultati

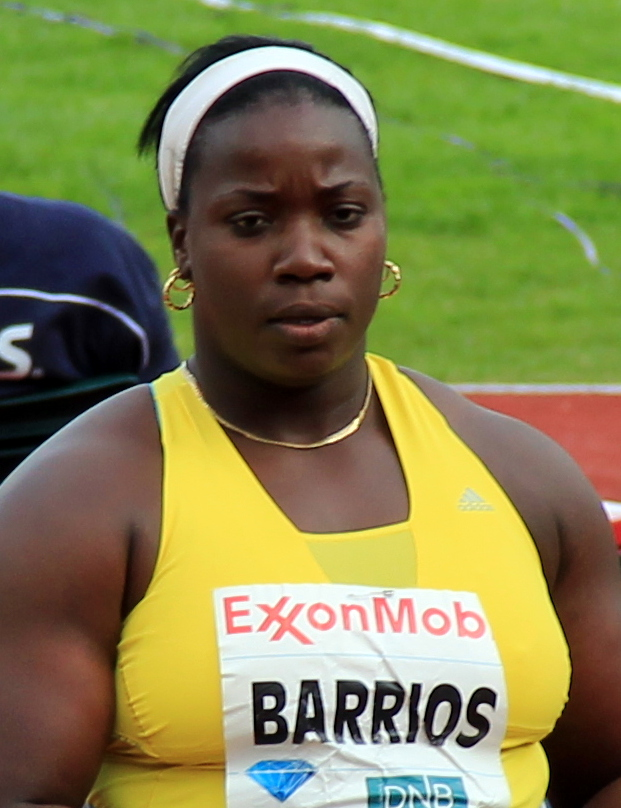
La cubana Yarelis Barrios, vincitrice della specialità del Lancio del disco

| Posizione | Nome              | Nazionalità | Misura  | Note                                     | Punti | Pos. |
| --------- | ----------------- | ----------- | ------- | ---------------------------------------- | ----- | ---- |
|           | Yarelis Barrios   | Cuba        | 64,90 m |                                          | 4     | 1    |
| 2         | Dani Samuels      | Australia   | 64,67 m |                                          | 2     | 2    |
| 3         | Sandra Perković   | Croazia     | 62,33 m |                                          | 1     | 3    |
| 4         | Aretha Thurmond   | Stati Uniti | 62,26 m | Miglior prestazione personale stagionale |       |      |
| 5         | Nicoleta Grasu    | Romania     | 61,63 m | Miglior prestazione personale stagionale |       |      |
| 6         | Vera Cechlova     | Rep. Ceca   | 58,79 m |                                          |       |      |
| 7         | Stephanie Trafton | Stati Uniti | 54,14 m |                                          |       |      |
|           | Yarisley Collado  | Cuba        | NM      |                                          |       |      |

## Bislett Games 2010

### Risultati
| Posizione | Nome              | Nazionalità | Misura  | Note                                     | Punti | Pos. |
| --------- | ----------------- | ----------- | ------- | ---------------------------------------- | ----- | ---- |
|           | Nadine Müller     | Germania    | 63,93 m |                                          | 4     | 1    |
| 2         | Żaneta Glanc      | Polonia     | 62,16 m | Miglior prestazione personale stagionale | 2     | 3    |
| 3         | Aretha Thurmond   | Stati Uniti | 61,80 m |                                          | 1     | 5    |
| 4         | Yarisley Collado  | Cuba        | 61,20 m |                                          |       |      |
| 5         | Nicoleta Grasu    | Romania     | 60,86 m |                                          |       |      |
| 6         | Sandra Perković   | Croazia     | 59,71 m |                                          | 1     | 5    |
| 7         | Anna Söderberg    | Svezia      | 58,47 m | Miglior prestazione personale stagionale |       |      |
| 8         | Grete Etholm      | Norvegia    | 52,66 m |                                          |       |      |
|           | Yarelis Barrios   | Cuba        | NM      |                                          | 4     | 1    |
|           | Stephanie Trafton | Stati Uniti | DNS     |                                          |       |      |

## Adidas Grand Prix 2010

### Risultati
| Posizione | Nome              | Nazionalità | Misura  | Note | Punti | Pos. |
| --------- | ----------------- | ----------- | ------- | ---- | ----- | ---- |
|           | Sandra Perković   | Croazia     | 61,96 m |      | 5     | 1    |
| 2         | Aretha Thurmond   | Stati Uniti | 61,19 m |      | 3     | 4    |
| 3         | Vera Cechlova     | Rep. Ceca   | 60,71 m |      | 1     | 7    |
| 4         | Gia Lewis         | Stati Uniti | 59,70 m |      |       |      |
| 5         | Becky Breisch     | Stati Uniti | 59,55 m |      |       |      |
| 6         | Summer Pierson    | Stati Uniti | 58,75 m |      |       |      |
| 7         | Anna Jelmini      | Stati Uniti | 58,67 m |      |       |      |
| 8         | Stephanie Trafton | Stati Uniti | 55,67 m |      |       |      |

## Athletissima 2010

### Risultati
| Posizione | Nome              | Nazionalità   | Misura  | Note                                     | Punti | Pos. |
| --------- | ----------------- | ------------- | ------- | ---------------------------------------- | ----- | ---- |
|           | Yarelis Barrios   | Cuba          | 65,92 m | Miglior prestazione personale stagionale | 8     | 1    |
| 2         | Becky Breisch     | Stati Uniti   | 64,53 m | Miglior prestazione personale stagionale | 2     | 6    |
| 3         | Dani Samuels      | Australia     | 62,05 m |                                          | 3     | 4    |
| 4         | Żaneta Glanc      | Polonia       | 61,53 m |                                          | 2     | 6    |
| 5         | Nadine Müller     | Germania      | 61,14 m |                                          | 4     | 3    |
| 6         | Aretha Thurmond   | Stati Uniti   | 60,77 m |                                          | 3     | 4    |
| 7         | Sandra Perković   | Croazia       | 60,18 m |                                          | 5     | 2    |
| 8         | Stephanie Trafton | Stati Uniti   | 58,81 m |                                          |       |      |
| 9         | Beatrice Faumuina | Nuova Zelanda | 57,38 m |                                          |       |      |
| 10        | Ellina Zvereva    | Bielorussia   | DNS     |                                          |       |      |

## Meeting Areva 2010

### Risultati
| Posizione | Nome              | Nazionalità | Misura  | Note                                     | Punti | Pos. |
| --------- | ----------------- | ----------- | ------- | ---------------------------------------- | ----- | ---- |
|           | Yarelis Barrios   | Cuba        | 65,53 m |                                          | 12    | 1    |
| 2         | Nicoleta Grasu    | Romania     | 63,78 m | Miglior prestazione personale stagionale | 2     | 6    |
| 3         | Sandra Perković   | Croazia     | 63,62 m |                                          | 6     | 2    |
| 4         | Dani Samuels      | Australia   | 62,10 m |                                          | 3     | 4    |
| 5         | Nadine Müller     | Germania    | 61,73 m |                                          | 4     | 3    |
| 6         | Becky Breisch     | Stati Uniti | 60,86 m |                                          | 2     | 6    |
| 7         | Aretha Thurmond   | Stati Uniti | 60,83 m |                                          | 3     | 4    |
| 8         | Vera Cechlova     | Rep. Ceca   | 59,36 m |                                          | 1     | 9    |
| 9         | Stephanie Trafton | Stati Uniti | 59,03 m |                                          |       |      |
|           | Żaneta Glanc      | Polonia     | NM      |                                          | 2     | 6    |

## Aviva London Grand Prix 2010

### Risultati
| Posizione | Nome              | Nazionalità | Misura  | Note | Punti | Pos. |
| --------- | ----------------- | ----------- | ------- | ---- | ----- | ---- |
|           | Yarelis Barrios   | Cuba        | 65,62 m |      | 16    | 1    |
| 2         | Sandra Perković   | Croazia     | 63,30 m |      | 8     | 2    |
| 3         | Nicoleta Grasu    | Romania     | 61,78 m |      | 3     | 4    |
| 4         | Becky Breisch     | Stati Uniti | 61,03 m |      | 2     | 7    |
| 5         | Nadine Müller     | Germania    | 59,09 m |      | 4     | 3    |
| 6         | Aretha Thurmond   | Stati Uniti | 58,38 m |      | 3     | 4    |
| 7         | Joanna Wiśniewska | Polonia     | 57,77 m |      |       |      |
| 8         | Jade Nicholls     | Regno Unito | 54,31 m |      |       |      |

## Memorial Van Damme 2010

### Risultati
| Posizione | Nome              | Nazionalità | Misura  | Note                                     | Punti | Pos. |
| --------- | ----------------- | ----------- | ------- | ---------------------------------------- | ----- | ---- |
|           | Sandra Perković   | Croazia     | 66,93 m | Record nazionale                         | 16    | 2    |
| 2         | Yarelis Barrios   | Cuba        | 65,96 m | Miglior prestazione personale stagionale | 20    | 1    |
| 3         | Yanfeng Li        | Cina        | 64,74 m |                                          | 2     | 6    |
| 4         | Dani Samuels      | Australia   | 62,13 m |                                          | 3     | 3    |
| 5         | Nicoleta Grasu    | Romania     | 61,68 m |                                          | 3     | 3    |
| 6         | Aretha Thurmond   | Stati Uniti | 61,58 m |                                          | 3     | 3    |
| 7         | Becky Breisch     | Stati Uniti | 59,77 m |                                          | 2     | 7    |
| 8         | Joanna Wiśniewska | Polonia     | 58,42 m |                                          |       |      |

## Classifica generale
| Pos. | Nome            | Nazionalità | DOH | OSL | NYC | LOS | PAR | LON | BRU | Punti | Miglior Misura |
| ---- | --------------- | ----------- | --- | --- | --- | --- | --- | --- | --- | ----- | -------------- |
|      | Yarelis Barrios | Cuba        |     | 0   | A   |     |     |     | 4   | 20    | 65,96 m        |
| 2    | Sandra Perković | Croazia     | 1   | 0   |     | 0   | 1   | 2   |     | 16    | 66,93 m        |
| 3    | Dani Samuels    | Australia   | 2   | A   | A   | 1   | 0   | A   | 0   | 3     | 62,26 m        |
| 3    | Nicoleta Grasu  | Romania     | 0   | 0   | A   | A   | 2   | 1   | 0   | 3     | 64,67 m        |
| 3    | Aretha Thurmond | Stati Uniti | 0   | 1   | 2   | 0   | 0   | 0   | 0   | 3     | 63,78 m        |
| 6    | Yanfeng Li      | Cina        | A   | A   | A   | A   | A   | A   | 2   | 2     | 64,74 m        |
| 7    | Becky Breisch   | Stati Uniti | A   | A   | 0   | 2   | 0   | 0   | 0   | 2     | 64,53 m        |

A = Assente

* I numeri 1, 2 e 4 indicano i punti guadagnati dall'atleta nella singola prova.